# Municipio de Harris (Pensilvania)
El municipio de Harris (en inglés: Harris Township) es un municipio ubicado en el condado de Centre en el estado estadounidense de Pensilvania. En el año 2000 tenía una población de 4.657 habitantes y una densidad poblacional de 56.3 personas por km².

## Geografía
El municipio de Harris se encuentra ubicado en las coordenadas 40°47′00″N 77°45′59″O / 40.78333, -77.76639.

## Demografía
Según la Oficina del Censo en 2000 los ingresos medios por hogar en la localidad eran de $60,420 y los ingresos medios por familia eran de $62,222. Los hombres tenían unos ingresos medios de $47,949 frente a los $26,960 para las mujeres. La renta per cápita de la localidad era de $31,904. Alrededor del 6,2% de la población estaba por debajo del umbral de pobreza.